# 142091 Omerblaes
142091 Omerblaes este un asteroid din centura principală de asteroizi.

## Descriere
142091 Omerblaes este un asteroid din centura principală de asteroizi. A fost descoperit pe 29 august 2002 la Observatorul Palomar de Sebastian F. Hönig. Asteroidul prezintă o orbită caracterizată de o semiaxă mare de 2,42 ua, o excentricitate de 0,12 și o înclinație de 6,3° în raport cu ecliptica.